# Kid Bob
Kid Bob ist ein Musikprojekt des Produzentenduos Dragan Hecimovic und Stephan Endemann in Zusammenarbeit mit dem DJ und Sänger Sasha Dith.

## Hintergrund
Endemann ist ein deutscher Musikproduzent, Songwriter, Remixer und DJ. Der DJ Sasha Dith, der unter anderem Resident-DJ in der Diskothek "Rush Hour" in Dortmund war, hatte 2005 mit dem Titel Russian Girls einen Achtungserfolg in Osteuropa und der Türkei.
2007 wurde das Projekt als Parodie auf den Hit Boten Anna des schwedischen DJs Jonas Altberg alias Basshunter ins Leben gerufen. In diesem schwedischsprachigen Lied geht es um einen vermeintlichen Computerbot namens Anna. Da im Schwedischen das Wort "bot" sowohl für einen Computerbot, als auch für ein Boot steht und das Wort "kanal" für einen "Channel" (Chatroom) und für "Kanal" (kleiner Fluss), lag die Verwechslungsgefahr natürlich nahe. Basshunter spielte in seinem ersten Video zu Boten Anna auch etwas mit dieser Zweideutigkeit, indem er sich tretbootfahrend in einem Fluss präsentierte. Aus diesem Umstand heraus schrieb das Trio einen deutschen Nonsenstext: Die "dicke Anna" sitzt in einem Boot und dieses hat deshalb Fahrverbot. Dazu kam ein einfaches Video im Southpark-Stil mit einem dicken, Hamburger jonglierenden Mädchen, das mit ihrem Gewicht ein Boot ins Wasser drückt. Das andere Bootsende mit dem Sänger der ein T-Shirt mit der Aufschrift I Love My Boot trägt, ragt weit aus dem Wasser hinaus. Das Lied wird von Möwengelächter eingeleitet und hält sich ansonsten musikalisch im Wesentlichen an das Original, wobei es, wie üblich, mehrere Remix-Versionen auf der Maxi-CD des Songs gibt.
Im April 2007 ging das Video an die Musiksender und verbreitete sich rasch über Online-Videoportale wie YouTube oder MyVideo. Es war so erfolgreich, dass die Single Anfang Mai in die österreichischen Charts einsteigen konnte.
Vor der Dicken Anna gab es bereits in den Niederlanden, Israel und Schweden neugetextete Coverversionen des Kultsongs Boten Anna.